# Cyngn
Cyngn，是研發手機操作系統和自動駕駛風險投資公司，辦事處設於美國西雅圖和帕羅奧圖。

## 歷史
CyanogenMod商業化計劃的謠言引致CyanogenMod社區的議論。資金由Benchmark的Mitch Lasky來領導，籌集了700萬美元。
Benchmark有著悠久的歷史，支持開源項目，希望成為成功的企業。我們的開源歷史包括Red Hat、MySQL、SpringSource、JBoss、Eucalyptus、Zimbra、Elasticsearch、HortonWorks和現在的Cyanogen。我們已經落後於世界上許多最成功的開源軟件公司。我們非常尊重這些企業的特殊需求，以及如何在保持開源社區的透明度和活力的同時構建公司。
2015年1月，微軟投資Cyanogen，這可能是計劃的一部分。2015年4月，Cyanogen宣布與微軟建立戰略合作夥伴關係，微軟的應用服務整合至Cyanogen OS。
2016年12月，CyanogenMod關閉伺服器並且轉移成LineageOS。
2017年10月，更名Cyngn。
2021年9月3日，为商用和工业车辆开发自动驾驶软件的 Cyngn 于周五向美国证券交易委员会提交了高达 3600 万美元的IPO申请。Cyngn计划在纳斯达克上市，股票代码为 CYN。 Cyngn 于 2021 年 7 月 28 日秘密提交。Aegis Capital Corp. 是该交易的唯一账簿管理人。

## 外部連結
- （英文）Cyngn（页面存档备份，存于）